# Hernandia
Hernandia és un gènere de plantes amb flor dins de la família Hernandiaceae.

## Característiques
És un gènere d'arbres, sovint halòfits, de les zones tropicals del planeta.

## Espècies
- Hernandia albiflora
- Hernandia beninensis
- Hernandia bivalvis
- Hernandia catalpifolia
- Hernandia cubensis
- Hernandia didymantha
- Hernandia guianensis
- Hernandia hammelii
- Hernandia jamaicensis
- Hernandia lychnifera
- Hernandia mascarenensis
- Hernandia moerenhoutiana
- Hernandia nukuhivensis
- Hernandia nymphaeifolia
- Hernandia ovigera
- Hernandia peltata
- Hernandia sonora
- Hernandia stenura
- Hernandia stokesii
- Hernandia tahitensis
- Hernandia temarii

### Espècies extingides
- Hernandia drakeana